# Барделе (Кремона)
Барделе је насеље у Италији у округу Кремона, региону Ломбардија.
Према процени из 2011. у насељу је живело 62 становника. Насеље се налази на надморској висини од 36 м.